# Sho Is Funky Down Here
Sho Is Funky Down Here é o trigésimo sexto álbum de estúdio do músico americano James Brown, lançado em abril de 1971 pela King Records. Alcançou o número 26 da parada de álbuns R&B e número 137 da Billboard 200 em   1971.
É um álbum muito atípico de James Brown. Todas as faixas são instrumentais com guitarras pesadas no estilo rock psicodélico, se assemelhando aos primeiros discos do Funkadelic. Todas canções são de James Brown e David Matthews e o disco pode ser considerado um segundo álbum do grupo de  Matthews, o Grodeck Whipperjenny.

## Faixas
Todas as faixas compostas por James Brown e David Matthews.
| N.º | Título                         | Duração |  |
| 1.  | "Sho Is Funky Down Here"       | 8:36    |  |
| 2.  | "Don’t Mind"                   | 3:31    |  |
| 3.  | "Bob Scoward"                  | 3:21    |  |
| 4.  | "Just Enough Room For Storage" | 5:58    |  |
| 5.  | "You Mother You"               | 3:32    |  |
| 6.  | "Can Mind"                     | 4:52    |  |